# بتل آیلند (کالیفرنیا)
بتل آیلند (به انگلیسی: Bethel Island) یک منطقهٔ مسکونی در ایالات متحده آمریکا است که در شهرستان کنترا کوستا، کالیفرنیا واقع شده‌است. بتل آیلند ۱۴٫۵۰ کیلومتر مربع مساحت و ۲٬۱۳۷ نفر جمعیت دارد و -۲ متر بالاتر از سطح دریا واقع شده‌است.